# Laika Party
Laika Party è un singolo della cantautrice norvegese Emmy, pubblicato il 20 gennaio 2025.

## Descrizione
Laika Party è stata scritta e composta da Emmy Kristine Guttulsrud Kristiansen, Erlend Guttulsrud Kristiansen, Larissa Tormey, Truls Marius Aarra e Henrik Østlund, quest'ultimo responsabile anche della produzione insieme a Jonas Jensen.
La canzone è un omaggio a Laika, la cagnolina che nel 1957 divenne il primo essere vivente a orbitare intorno alla Terra. L'idea per il testo è nata dopo che Emmy ha casualmente scoperto la sua tragica storia, spingendola a immaginare un destino alternativo in cui l'animale, invece di morire, vive una festa senza fine nello spazio.

## Promozione
Dopo essere stato inizialmente respinto dal Melodi Grand Prix norvegese, il brano ha ricevuto una seconda possibilità il 23 gennaio 2025, quando è stato annunciato come partecipante a Eurosong, la selezione irlandese per l'Eurovision Song Contest 2025. Il successivo 7 febbraio Laika Party ha conquistato il primo posto nella competizione, ottenendo il massimo dei voti sia dalla giuria nazionale che dal televoto e diventando di diritto il brano rappresentante l'Irlanda sul palco eurovisivo di Basilea.

## Tracce
Testi e musiche di Emmy Kristine Guttulsrud Kristiansen, Erlend Guttulsrud Kristiansen, Larissa Tormey, Truls Marius Aarra e Henrik Østlund.
1. Laika Party – 3:00

## Formazione
- Emmy – voce
- Henrik Østlund – produzione
- Jonas Jensen – produzione

## Classifiche
| Classifica (2025) | Posizione massima |
| ----------------- | ----------------- |
| Irlanda           | 49                |
| Lituania          | 77                |